# Calwich
Calwich var en civil parish 1866–1934 när det uppgick i Ellastone, i grevskapet Staffordshire i England. Civil parish var belägen 10 km från Uttoxeter och hade 86 invånare år 1931.